# Karfreitagsputsch

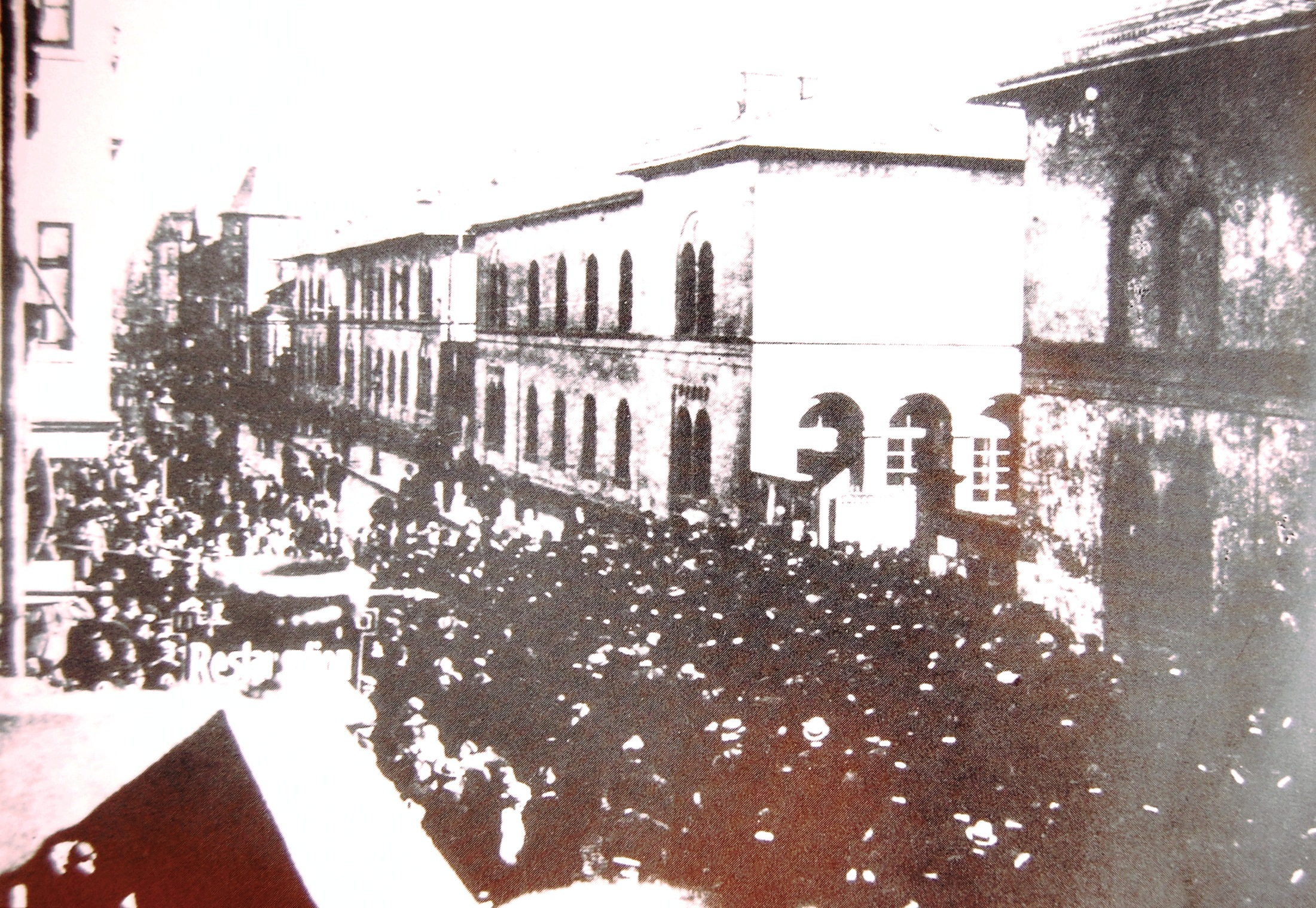
Karfreitagsputsch 1919 in Offenbach am Main. Versammlung vor der Infanteriekaserne in der Bieberer Straße (heute Finanzamt)

Der Karfreitagsputsch war ein von kommunistischen Kräften am Karfreitag, den 18. April im Jahr 1919 betriebener Umsturzversuch der provisorischen Kommunalregierung (Volksrat) von Offenbach am Main. Er forderte 17 Tote und 26 Verwundete, ohne dass die Rädelsführer ihr Ziel erreichen konnten.

## Vorgeschichte
Nach Ende des Ersten Weltkriegs wurde in der Stadt Offenbach am 9. November 1918 ein Arbeiter- und Soldatenrat gegründet, welchem die Stadtverwaltung unterstellt wurde. Schon im gleichen Monat bildete der Abgeordnete Carl Ulrich eine provisorische Regierung in Hessen. Offenbachs Oberbürgermeister Andreas Dullo erklärte sich umgehend dazu bereit, nach den Richtlinien der neuen Regierung zu arbeiten.
Die französische Besatzung verbot alsbald die Arbeiter- und Soldatenräte in der neutralen und entmilitarisierten Zone zu welcher auch Offenbach am Main gehörte. Nachdem Nichtbeachtung mit harten Strafen belegt wurde, benannte sich der Arbeiter- und Soldatenrat in Volksrat um und unterstellte sich dem Darmstädter Volksrat. Dadurch verschob sich das Machtgefüge in Offenbach zu Gunsten der zivilen Verwaltung (Stadtrat). Der Volksrat blieb jedoch nach wie vor Teil der Kommunalregierung.

## Putschversuch
Kommunistische Sympathisanten versuchten in Offenbach wie auch in anderen großen Städten Deutschlands die Machtergreifung nach sowjetischem Vorbild zu gestalten. Der Schlosser Wilhelm Eisenreich plante mit Gesinnungsgenossen den Sturz des Stadtrates und die Übernahme der in der Kaserne in der Bieberer Straße gelagerten Waffen. Die Pläne wurden bekannt und Mitglieder der hessischen Regierung, der Stadtverwaltung, des Volksrates und der Polizei leiteten Gegenmaßnahmen ein. Die Kaserne wurde von Militär, Volkswehr und Polizei gegen mögliche Angriffe geschützt.
Am Karfreitag 1919 veranstalteten kommunistische Organisationen in der Offenbacher Innenstadt auf dem Wilhelmsplatz eine Kundgebung mit ca. 2.000 Teilnehmern. Nachdem das KPD-Mitglied Eisenreich und andere Redner die Menge aufgewiegelt hatten, zogen etwa 1.000 Teilnehmer in die Bieberer Straße und versuchten die Kaserne des 5. Großherzoglich-Hessischen Infanterie-Regimentes Nr. 168 zu stürmen. Die Tore blieben verschlossen und aus dem Kaserneninneren erging der Befehl an die Demonstranten, sich vom Kasernengelände fernzuhalten. Die Situation eskalierte, als eine Demonstrantin und ein Polizist erschossen wurden. Die genauen Umstände der Eskalation sind ungeklärt. Das Militär schoss daraufhin mit Maschinengewehren in die Menge. Die Bilanz des Tages waren 17 Tote und 26 Verwundete, darunter viele Schwerverletzte.

## Folgen
Nachdem weiteres Militär aus Frankfurt am Main in Offenbach eingetroffen war und ein Ausgehverbot über die Stadt verhängt wurde, beruhigte sich die Lage nach einigen Tagen wieder. Eisenreich wurde aus der KPD ausgeschlossen, zusammen mit anderen Rädelsführern verhaftet und in Darmstadt zu acht Jahren Gefängnis verurteilt.